# Reserva nacional Nalcas
La Reserva Nacional Nalcas es una área silvestre protegida chilena, ubicada en la región de la Araucanía, dentro de la comuna de Lonquimay  a 180 km de la ciudad de Temuco. Esta reserva es adyacente a la Reserva Nacional Malalcahuello y son administradas como una unidad. Los más importantes hitos geográficos de la reserva son los volcanes  Tolhuaca y Lonquimay, ambos en los límites de la reserva.

## Clima
Posee un clima templado-cálido con 4 meses secos y precipitaciones anuales de entre 2500 a 3000 mm aproximadamente. En algunas zonas, producto de la altura, hay grandes acumulaciones de hielo a lo largo del año, y clima de frío y con grandes precipitaciones.

## Hidrografía
La reserva está dentro de la cuenca del río Biobío. El curso de agua más importante es el río Nalcas el cual recorre la reserva durante 20 km para finamente desembocar en el río Lolco que es uno de los límites orientales  de la reserva. Además hay algunas lagunas entre las que destacan la Laguna Grande de Nalcas, la Chica, Verde y la Holandesa.

## Flora
Algunas de las especies con problemas de conservación son:
- Araucaria (Araucaria araucana)
- Ciprés de la Cordillera (Austrocedrus chilensis)

## Fauna
Algunos mamíferos que es posible encontrar:
- Guiña (Felis guigna)
- Puma (Felis concolor)
- Pudú (Pudu pudu)
- Zorro culpeo (Pseudalopex culpaeus)
- Zorro chilla (Pseudalopex griseus)

Algunas aves que es posible encontrar:
- Cóndor (Vultur gryphus)
- Carpintero negro (Campephilus magellanicus)
- Becacina (Gallinago paraguaiae)
- Pato cortacorrientes (Merganetta armata)

Algunos reptiles y anfibios que habitan la zona:
- Culebra de cola corta (Tachymenis chilensis)
- Ranita de Darwin (Rhinoderma darwinii)

## Senderos
- Mocho Chico, 8 km, 6 h ida y regreso
- Laguna La Totora, 1 km, 1 hora ida y regreso
- Tolhuaca, 40 km, 24 h[2]